# Thierry Detienne
Pour les articles homonymes, voir Detienne.
Thierry Detienne est un homme politique belge francophone né à Liège le 25 juillet 1959.

## Formation
Il est licencié et agrégé en philologie romane de l'université de Liège. Dans le même temps, il est responsable de au sein de l'asbl Service Tiers-Monde et animateur chez Jeunesse étudiante chrétienne dans l'Enseignement supérieur.

## Parcours politique
Militant chez Ecolo depuis les années 1980, il est conseiller provincial de Liège de 1988 à 1991. De 1990 à 1991 il est également président de la section liégeoise d'Ecolo.
il est élu à la Chambre des représentants le 24 novembre 1991 en tant que député Ecolo de l'arrondissement de Liège. De 1992 à 1995 il siège également au Parlement de la Communauté française de Belgique et au Parlement wallon comme il en était l'usage jusqu'en 1995 pour les parlementaires fédéraux inscrits au sein du groupe linguistique francophone et élu dans une circonscription wallonne.
Il est réélu député de la circonscription électorale de Liège le 21 mai 1995, ainsi que le 13 juin 1999. 
Nommé le 15 juillet 1999 au poste de ministre wallon des Affaires sociales et de la Santé au sein de la coalition arc-en-ciel Di Rupo I et par la suite au sein de Van Cauwenberghe I, il exerce ce mandat jusqu'en juillet 2004. Il est remplacé au sein de la 50e législature de la Chambre par Muriel Gerkens.
De 2006 à 2012, il siège au conseil communal de Sprimont.
En 2020, il est proposé comme membre de la Cour constitutionnelle par Ecolo après l'échec de sa collègue de parti, Zakia Khattabi, à recueillir le soutien parlementaire nécessaire.

## Parcours professionnel
Après son mandat ministériel, Thierry Detienne devient directeur en 2006 d'une école secondaire industrielle à Liège. Puis il devient en 2008 administrateur de l’Association liégeoise du gaz et en 2010 membre du conseil d'administration de l'université de Liège. 
Il est, à partir de 2013, commissaire-délégué du gouvernement auprès des hautes écoles et écoles supérieures des arts de la fédération Wallonie-Bruxelles.
Parallèlement, il poursuit depuis le début des années 1980 une activité d'animateur et de critique littéraire.

## Récompense et distinction
Thierry Detienne est commandeur de l'Ordre de Léopold.

## Mandats politiques
- 1988-1991: conseiller provincial de la province de Liège ;
- 12/07/1999 - 27/07/2004 : ministre régional wallon des Affaires sociales et de la Santé ;
- 2006 - 2012 : conseiller communal à Sprimont.